# ムスト
ムスト（ラテン語: vinum mustum、「若いワイン」の意）は、新鮮な圧搾した果物ジュース（通常はブドウジュース）で果物の皮、種、果梗が含まれている。ムストの固形部分はポマース（ポミス）と呼ばれ、通常はムストの総重量の7% - 23%分ができる。ムストの製造はワイン作りの第一歩である。ムストはさまざまな料理に甘味料として使われることもある。

## ワインのムスト

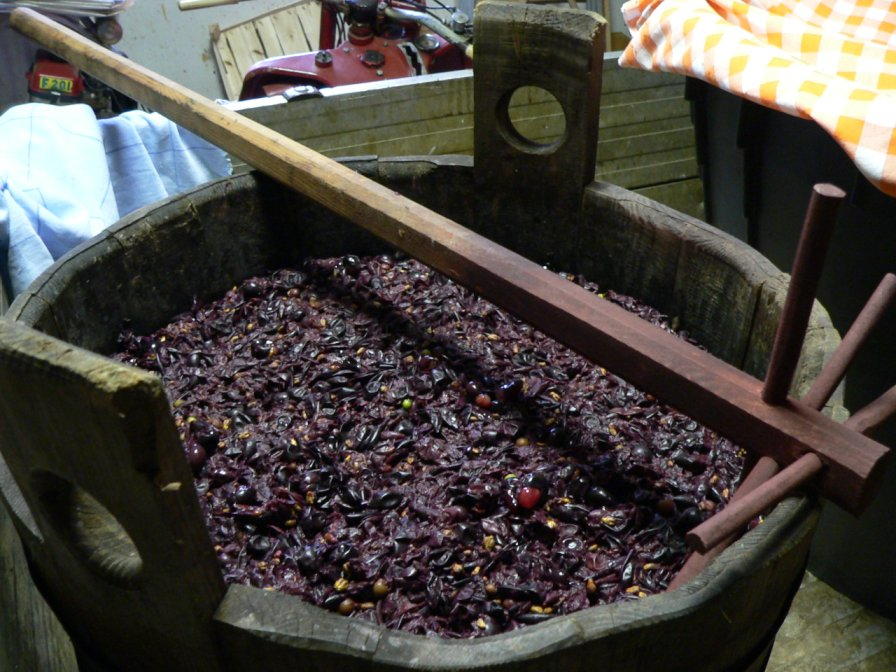
ブドウを圧搾してムストを作る

ポマースが果汁の中に浸っている（スキンコンタクト）期間は最終的なワインの性格を決める上で重要な要素である。よって地域ごと、ワイン生産者ごとに違いがある。
ワイン生産者は頃合の時期を判断すると果汁をポマースから取り出し、それから果肉の細胞に残っている果汁を搾り出すためにポマースを圧搾する。発酵させるために酵母を果汁に入れる一方で、ポマースはしばしば肥料として使用するために葡萄園や果樹園に戻される。選別された未発酵のムストの一部は、瓶詰めに先立って甘味料として添加するためにズュースリザーブとして取り置かれる。
ワイン生産者は中には、使用済みのポマースに取り出した果汁と同量の水を加えたものを24時間置いてから水分を取り出して2番搾りのワインを作るところもある。こうして作られたワインはワイン生産者の雇い人への振る舞いとして供されたり、グラッパのようなポマース・ブランデーの基に使用される。

## 料理のムスト
ムストは古代ローマでは料理の材料として普通に使われていた。ムストは鉛製か青銅製のやかんで沸かされ軽く濃縮されたものがデフラタム、濃く濃縮されたものがサパと呼ばれた。これはしばしば、特に果物に酸味付けや防腐剤として使用された。地球科学者のジェローム・リアグは1983年に出版された『ニューイングランド・ジャーナル・オブ・メディシン』の中の記事で、デフラタムとサパを恒常的に口にすると危険な量の酢酸鉛を摂取してしまうという仮説をたてた。
濃縮されたムストはバルカン諸国と中東の料理でペクメズやディブスとして知られるシロップや、小麦粉と混ぜ合わせて濃厚にしたものが菓子の素材（ムスタレブリア、ソウツコス、チュルチヘラ）として使われる。

## 蜂蜜酒のムスト
この言葉は蜂蜜酒生産者が蜂蜜酒になる未発酵の蜂蜜と水の混合物を指す用語としても使用される。ビール醸造における類似の用語が麦汁である。

## キリスト教の教会儀式におけるムスト
カトリック教会のミサでムストは、教区長が司祭や平信徒がワインを摂取すべきでない（通常はアルコール使用障害の問題）と判断し許可した場合は聖餐用ワインの代用とされる。しかし普通の状況ではムストがワインの代わりに使われることはない。
この教えは少なくともローマ教皇ユリウス1世（337年 - 352年）に遡る。教皇は必要な場合は、但しそのときのみ、ブドウの圧搾ジュースを使うことができると宣言したとしてトマス・アクィナスの『神学大全』に引用されている。アクィナス自身はその不純さゆえに生のムストを聖餐杯に供してはならないと言明していたが、必要性がある場合には構わないと付け加えている。